# Pseudophyx pratti
Pseudophyx pratti är en fjärilsart som beskrevs av George Thomas Bethune-Baker 1906. Pseudophyx pratti ingår i släktet Pseudophyx och familjen nattflyn. Inga underarter finns listade.